# 赫伯特·匡特
赫伯特·匡特（德語：Herbert Werner Quandt, 1910年6月22日—1982年6月2日）是一位德国企业家。

## 生平
1910年出生于德国普里茨瓦尔克，母亲在1918年流感大流行中去世，患有视网膜疾病，后留下了疤痕，从九岁起就几乎失明迫使他必须在家接受教育。1921年父亲京特·匡特与玛格达·戈培尔再婚，1929年离婚，1931年继母玛格达·戈培尔又与纳粹德国宣传部长约瑟夫·戈培尔结婚。由于家族关系加入纳粹党，第二次世界大战监督集中营中数万名奴隶劳工强制在其家族工厂里劳作，导致许多人丧生。
二战后并未遭受审判，1954年父亲去世后接过家族企业，1959年宝马濒临破产，原意出售给梅赛德斯-奔驰集团，后改变计划反而注入更多资金，增持股票至50%，宝马扭亏为盈后赚取巨额财富。1967年同父异母弟弟哈罗德·匡特空难去世后持有股票比例进一步增加。1977年成立阿尔塔纳股份公司并担任首席执行官。1982年在基尔去世。

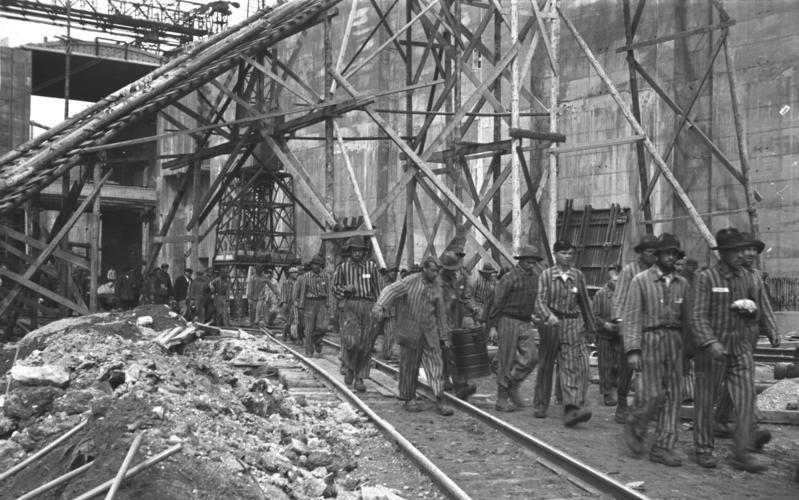
1944年，集中营中数万名奴隶劳工在不来梅船厂强制劳作

## 延伸阅读
- de Jong, David.  (Hardback). Boston: Mariner Books. 2022. ISBN 9781328497888.
- Jungbluth, Rüdiger.  (Hardback). Frankfurt am Main: Campus Sachbuch. 2002. ISBN 9783593369402 （德语）.